# Sergiusz I (patriarcha Jerozolimy)
Sergiusz I – dwudziesty czwarty chalcedoński patriarcha Jerozolimy; sprawował urząd w latach 842–844.